# André Hendryckx
Andrè Hendryckx (Diksmuide, 22 marzo 1943 – Roeselare, 9 febbraio 2024) è stato un ciclista su strada belga.

## Carriera
Professionista dal 1967 al 1974, ottenne tre vittorie tra i professionisti, oltre ad un terzo posto alla Gullegem Koerse.
Alla Germanvox-Wega si fece notare come gregario di Ole Ritter.

## Palmarès
- 1967

Omloop de Zennervalley
- 1969

Fleche Enghiennoise
- 1970

Gran Prix de Roselaere

## Piazzamenti

### Grandi Giri
- Vuelta a España

1969: fuori tempo massimo

### Classiche monumento
- Giro delle Fiandre

1967: 50°